# Racquetball aux Jeux mondiaux de 2009
 (juin 2015).
Si vous disposez d'ouvrages ou d'articles de référence ou si vous connaissez des sites web de qualité traitant du thème abordé ici, merci de compléter l'article en donnant les références utiles à sa vérifiabilité et en les liant à la section « Notes et références ».
Navigation
Duisburg 2005 Cali 2013
Les épreuves de Racquetball des Jeux mondiaux de 2009 ont eu lieu du 21 juillet au 23 juillet 2009 au Zhongzheng Stadium à Kaohsiung (Taïwan).

## Podiums
| Épreuves | Or                     | Argent                    | Bronze                |
| -------- | ---------------------- | ------------------------- | --------------------- |
| Hommes   | États-Unis Jack Huczek | États-Unis Rocky Carson   | Canada Vincent Gagnon |
| Femmes   | Mexique Paola Longoria | États-Unis Rhonda Rajsich | Chili Angela Grisar   |

## Tableau des médailles
| Rang  | Nation     | Or | Argent | Bronze | Total |
| ----- | ---------- | -- | ------ | ------ | ----- |
| 1     | États-Unis | 1  | 2      | 0      | 3     |
| 2     | Mexique    | 1  | 0      | 0      | 1     |
| 3     | Canada     | 0  | 0      | 1      | 1     |
| 3     | Chili      | 0  | 0      | 1      | 1     |
| Total | Total      | 2  | 2      | 2      | 6     |